# Општина Бока дел Рио (Веракруз)
Бока дел Рио (шп. Boca del Río) општина је у Мексику у савезној држави Веракруз. Општина се налази на надморској висини од 16 м.

## Становништво
Према подацима из 2010. у општини је живело 138058 становника.

### Хронологија
| Година       | 2000                   | 2005                   | 2010                   |
| ------------ | ---------------------- | ---------------------- | ---------------------- |
| Становништво | 135804 (63528 / 72276) | 141906 (66522 / 75384) | 138058 (64656 / 73402) |

### Попис
| \| \| м \| \| \| ж \| \| 0—2 \| 2.661 \| \| \| 2.626 \| \| 3—5 \| 2.899 \| \| \| 2.779 \| \| 6—11 \| 6.086 \| \| \| 5.909 \| \| 12—14 \| 2.934 \| \| \| 2.895 \| \| 15—17 \| 3.302 \| \| \| 3.299 \| \| 18—24 \| 8.413 \| \| \| 8.971 \| \| 60+ \| 7.247 \| \| \| 9.725 \| \| Просек : \| 32,1 \| \| \| 33,9 \| |       |  |  |       |
| |       |  |  |       |
| | м     |  |  | ж     |
| 0—2 | 2.661 |  |  | 2.626 |
| 3—5 | 2.899 |  |  | 2.779 |
| 6—11 | 6.086 |  |  | 5.909 |
| 12—14 | 2.934 |  |  | 2.895 |
| 15—17 | 3.302 |  |  | 3.299 |
| 18—24 | 8.413 |  |  | 8.971 |
| 60+ | 7.247 |  |  | 9.725 |
| Просек : | 32,1  |  |  | 33,9  |

| #   | Индикатор                                                                                        | Вредност |
| --- | ------------------------------------------------------------------------------------------------ | -------- |
| 1   | Становништво од 0 до 2 године                                                                    | 5287     |
| 2   | Мушко становништво од 0 до 2 године                                                              | 2661     |
| 3   | Женско становништво од 0 до 2 године                                                             | 2626     |
| 4   | Становништво са 3 и више година                                                                  | 127614   |
| 5   | Мушко становништво са 3 и више година                                                            | 59411    |
| 6   | Женско становништво са 3 и више година                                                           | 68203    |
| 7   | Становништво са 5 и више година                                                                  | 123781   |
| 8   | Мушко становништво са 5 и више година                                                            | 57444    |
| 9   | Женско становништво са 5 и више година                                                           | 66337    |
| 10  | Становништво са 12 и више година                                                                 | 109941   |
| 11  | Мушко становништво са 12 и више година                                                           | 50426    |
| 12  | Женско становништво са 12 и више година                                                          | 59515    |
| 13  | Становништво са 15 и више година                                                                 | 104112   |
| 14  | Мушко становништво са 15 и више година                                                           | 47492    |
| 15  | Женско становништво са 15 и више година                                                          | 56620    |
| 16  | Становништво са 18 и више година                                                                 | 97511    |
| 17  | Мушко становништво са 18 и више година                                                           | 44190    |
| 18  | Женско становништво са 18 и више година                                                          | 53321    |
| 19  | Становништво од 3 до 5 година                                                                    | 5678     |
| 20  | Мушко становништво од 3 до 5 година                                                              | 2899     |
| 21  | Женско становништво од 3 до 5 година                                                             | 2779     |
| 22  | Становништво од 6 до 11 година                                                                   | 11995    |
| 23  | Мушко становништво од 6 до 11 година                                                             | 6086     |
| 24  | Женско становништво од 6 до 11 година                                                            | 5909     |
| 25  | Становништво од 8 до 14 година                                                                   | 13821    |
| 26  | Мушко становништво од 8 до 14 година                                                             | 6991     |
| 27  | Женско становништво од 8 до 14 година                                                            | 6830     |
| 28  | Становништво од 12 до 14 година                                                                  | 5829     |
| 29  | Мушко становништво од 12 до 14 година                                                            | 2934     |
| 30  | Женско становништво од 12 до 14 година                                                           | 2895     |
| 31  | Становништво од 15 до 17 година                                                                  | 6601     |
| 32  | Мушко становништво од 15 до 17 година                                                            | 3302     |
| 33  | Женско становништво од 15 до 17 година                                                           | 3299     |
| 34  | Становништво од 18 до 24 године                                                                  | 17384    |
| 35  | Мушко становништво од 18 до 24 године                                                            | 8413     |
| 36  | Женско становништво од 18 до 24 године                                                           | 8971     |
| 37  | Женско становништво од 15 до 49 година                                                           | 38716    |
| 38  | Становништво са 60 и више година                                                                 | 16972    |
| 39  | Мушко становништво са 60 и више година                                                           | 7247     |
| 40  | Женско становништво са 60 и више година                                                          | 9725     |
| 41  | Однос између мушкараца и жена                                                                    | 88.08    |
| 42  | Становништво од нуле до 14 година                                                                | 28789    |
| 43  | Становништво од 15 до 64 године                                                                  | 92490    |
| 44  | Становништво од 65 година и више                                                                 | 11622    |
| 45  | Просечан број деце                                                                               | 1.89     |
| 46  | Становништво рођено у ентитету                                                                   | 110468   |
| 47  | Мушко становништво рођено у ентитету                                                             | 51277    |
| 48  | Женско становништво рођено у ентитету                                                            | 59191    |
| 49  | Становништво рођено у другом ентитету                                                            | 21129    |
| 50  | Мушко становништво рођено у другом ентитету                                                      | 10105    |
| 51  | Женско становништво рођено у другом ентитету                                                     | 11024    |
| 52  | Становништво од 5 година и више резидентно у ентитету у јуну 2005. године                        | 116827   |
| 53  | Мушко становништво старосног доба од 5 година и више, резидентно у ентитету у јуну 2005. године  | 53898    |
| 54  | Женско становништво старосног доба од 5 и више година, резидентно у ентитету у јуну 2005. године | 62929    |
| 55  | Становништво од 5 година и више које је живело у другом ентитету у јуну 2005. године             | 5508     |
| 56  | Мушко становништво старије од 5 година које је живело у другом ентитету у јуну 2005. године      | 2725     |
| 57  | Женско становништво старије од 5 година које је живело у другом ентитету у јуну 2005. године     | 2783     |
| 58  | Становништво од 3 године и више које говори аутохтони језик                                      | 893      |
| 59  | Мушко становништво старо 3 године и више које говори аутохтони језик                             | 445      |
| 60  | Женско становништво старо 3 године и више које говори аутохтони језик                            | 448      |
| 61  | Становништво од 3 године и више које говори аутохтони језик и не говори шпански језик            | 4        |
| 62  | Мушко становништво старо 3 године и више које говори аутохтони језик и не говори шпански         | 1        |
| 63  | Женско становништво старо 3 године и више које говори аутохтони језик и не говори шпански језик  | 3        |
| 64  | Становништво старо 3 године и више које говори аутохтони језик и шпански                         | 662      |
| 65  | Мушко становништво старо 3 године и више које говори аутохтони језик и шпански                   | 336      |
| 66  | Женско становништво старо 3 године и више које говори аутохтони језик и шпански                  | 326      |
| 67  | Становништво од 5 година и више које говори аутохтони језик                                      | 886      |
| 68  | Становништво од 5 година и више које говори аутохтони језик и не говори шпански језик            | 4        |
| 69  | Становништво од 5 година и више које говори аутохтони језик и говори шпански језик               | 658      |
| 70  | Становништво у домородачким домаћинствима                                                        | 2042     |
| 71  | Становништво са ограничењима у активностима                                                      | 6387     |
| 72  | Становништво са ограниченим ходањем или кретањем, горе или доле                                  | 3112     |
| 73  | Становници са ограничењима вида, чак и уз кориштење сочива                                       | 2241     |
| 74  | Становништво са ограничењима говора, комуникације или конверзације                               | 460      |
| 75  | Становништво са ограниченим слухом                                                               | 574      |
| 76  | Становништво са ограничењима при одевању, купању или јелу                                        | 302      |
| 77  | Становништво са ограничењима у опажању или учењу једноставних ствари                             | 242      |
| 78  | Становништво са менталним ограничењима                                                           | 664      |
| 79  | Становништво без ограничења активности                                                           | 125580   |
| 80  | Становништво од 3 до 5 година које не похађа школу                                               | 2141     |
| 81  | Мушко становништво од 3 до 5 година које не похађа школу                                         | 1116     |
| 82  | Женско становништво од 3 до 5 година које не похађа школу                                        | 1025     |
| 83  | Становништво од 6 до 11 година које не похађа школу                                              | 362      |
| 84  | Мушко становништво од 6 до 11 година које не похађа школу                                        | 195      |
| 85  | Женско становништво од 6 до 11 година које не похађа школу                                       | 167      |
| 86  | Становништво од 12 до 14 година које не похађа школу                                             | 338      |
| 87  | Мушко становништво од 12 до 14 година које не похађа школу                                       | 185      |
| 88  | Женско становништво од 12 до 14 година које не похађа школу                                      | 153      |
| 89  | Становништво од 15 до 17 година похађа школу                                                     | 5175     |
| 90  | Мушко становништво од 15 до 17 година похађа школу                                               | 2583     |
| 91  | Женско становништво између 15 и 17 година живота у школи                                         | 2592     |
| 92  | Становништво од 18 до 24 године похађа школу                                                     | 7361     |
| 93  | Мушко становништво од 18 до 24 године похађа школу                                               | 3599     |
| 94  | Женско становништво од 18 до 24 године похађа школу                                              | 3762     |
| 95  | Становништво од 8 до 14 година које не може да чита и пише                                       | 278      |
| 96  | Мушко становништво старосног доба од 8 до 14 година које не може да чита и пише                  | 168      |
| 97  | Женско становништво старосног доби од 8 до 14 година које не може да чита и пише                 | 110      |
| 98  | Становништво од 15 година и више које је неписмено                                               | 3411     |
| 99  | Мушко становништво од 15 година и више које је неписмено                                         | 1136     |
| 100 | Женско становништво од 15 година и више које је неписмено                                        | 2275     |
| 101 | Становништво старо 15 и више година без школовања                                                | 5015     |
| 102 | Мушко становништво старо 15 и више година без школовања                                          | 1821     |
| 103 | Женско становништво старо 15 и више година без школовања                                         | 3194     |
| 104 | Становништво старосног доба 15 и више година са непотпуним основним образовањем                  | 8931     |
| 105 | Мушко становништво старосног доба од 15 година и више са непотпуном основним образовањем         | 3589     |
| 106 | Женско становништво старосног доба 15 и више година са непотпуном основним образовањем           | 5342     |
| 107 | Становништво старо 15 и више година са комплетним основним образовањем                           | 13967    |
| 108 | Мушко становништво старо 15 година и више са комплетним основним образовањем                     | 5897     |
| 109 | Женско становништво старо 15 и више година са комплетним основним образовањем                    | 8070     |
| 110 | Становништво старосног доба 15 и више година са непотпуним средњим образовањем                   | 4402     |
| 111 | Мушко становништво старосног доба од 15 година и више са непотпуним средњим образовањем          | 2315     |
| 112 | Женско становништво старосног доба од 15 година и више са непотпуним средњим образовањем         | 2087     |
| 113 | Становништво старо 15 и више година са пуним секундарном образовањем                             | 18284    |
| 114 | Мушко становништво старосног доба од 15 година и више са пуним секундарном образовањем           | 8566     |
| 115 | Женско становништво старосног доба од 15 година и више са пуним секундарном образовањем          | 9718     |
| 116 | Становништво старије од 18 година са постосновним образовањем                                    | 49971    |
| 117 | Мушко становништво старије од 18 година са постосновним образовањем                              | 23794    |
| 118 | Женско становништво старије од 18 година са постосновним образовањем                             | 26177    |
| 119 | Просечна оцена школовања                                                                         | 10.16    |
| 120 | Просечан ниво образовања мушке популације                                                        | 10.5     |
| 121 | Просечан ниво образовања женског становништва                                                    | 9.87     |
| 122 | Економски активно становништво                                                                   | 59195    |
| 123 | Економски активна мушка популација                                                               | 35554    |
| 124 | Економски активна женска популација                                                              | 23641    |
| 125 | Становништво које није економски активно                                                         | 50329    |
| 126 | Мушко становништво које није економски активно                                                   | 14644    |
| 127 | Женско становништво које није економски активно                                                  | 35685    |
| 128 | Запослено становништво                                                                           | 57009    |
| 129 | Запослено мушко становништво                                                                     | 34024    |
| 130 | Запослено женско становништво                                                                    | 22985    |
| 131 | Незапослена популација                                                                           | 2186     |
| 132 | Незапослена мушка популација                                                                     | 1530     |
| 133 | Незапослена женска популација                                                                    | 656      |
| 134 | Становништво без права на здравствене услуге                                                     | 42390    |
| 135 | Становништво које има право на здравствене услуге                                                | 90331    |
| 136 | Становништво које има право на ИМСС                                                              | 54104    |
| 137 | Становништво које има право на социјално осигурање                                               | 8593     |
| 138 | Становништво које има право на државно социјално осигурање                                       | 229      |
| 139 | Становништво које има право на опште осигурање или здравствено осигурање за нову генерацију      | 13231    |
| 140 | Становништво које је било једном или није било у браку током 12 година и више                    | 39124    |
| 141 | Венчано или уједињено становништво од 12 година и више                                           | 57008    |
| 142 | Становништво које је било у браку или уједињено 12 година и више                                 | 13609    |
| 143 | Становништво са католичком религијом                                                             | 107031   |
| 144 | Протестанти, еванђелисти и библијски следбеници различити од еванђелиста                         | 15501    |
| 145 | Становништво са другим религијама различитим од претходних                                       | 198      |
| 146 | Становништво без религије                                                                        | 8537     |
| 147 | Укупно пописаних домаћинства                                                                     | 38166    |
| 148 | Пописна домаћинства на челу са мушкарцима                                                        | 25479    |
| 149 | Пописна домаћинства на челу са женама                                                            | 12687    |
| 150 | Становништво у пописним домаћинствима                                                            | 132790   |
| 151 | Становништво у пописним домаћинствима на челу са мушкарцима                                      | 92980    |
| 152 | Становништво у пописним домаћинствима на челу са женама                                          | 39810    |
| 153 | Укупно домаћинстава                                                                              | 51868    |
| 154 | Укупно насељених домаћинстава                                                                    | 39869    |
| 155 | Укупно приватних кућа                                                                            | 50165    |
| 156 | Насељени приватни домови                                                                         | 38166    |
| 157 | Укупно насељених приватних кућа                                                                  | 39862    |
| 158 | Ненасељене приватне куће                                                                         | 6774     |
| 159 | Појединачна домаћинства за привремену употребу                                                   | 5225     |
| 160 | Становници у насељеним приватним кућама                                                          | 132790   |
| 161 | Насељеност станара у приватним становима                                                         | 3.48     |
| 162 | Просечно становника по соби у приватним насељеним домаћинствима                                  | 0.88     |
| 163 | Појединачна домаћинства са подовима од различитих материјала од земље                            | 37031    |
| 164 | Појединачна домаћинства у приземљу                                                               | 872      |
| 165 | Појединачна домаћинства са једном спаваћом собом                                                 | 13136    |
| 166 | Појединачна домаћинства са две спаваће собе и више                                               | 24933    |
| 167 | Појединачна домаћинства са једним собом                                                          | 4025     |
| 168 | Појединачна домаћинства са две собе                                                              | 4856     |
| 169 | Појединачна домаћинства са 3 собе и више                                                         | 29170    |
| 170 | Појединачна домаћинства која имају електрично светло                                             | 38027    |
| 171 | Појединачна домаћинства која немају електрично светло                                            | 78       |
| 172 | Појединачна домаћинства која имају водоводну воду у стамбеном простору                           | 37184    |
| 173 | Појединачна домаћинства која немају водоводну воду у стамбеном простору                          | 834      |
| 174 | Појединачна домаћинства која имају тоалет                                                        | 37843    |
| 175 | Појединачна домаћинства која имају канализацију                                                  | 37855    |
| 176 | Појединачна домаћинства која немају канализацију                                                 | 136      |
| 177 | Појединачна домаћинства која имају електрично светло, довод воде из јавне мреже и канализацију   | 36965    |
| 178 | Појединачна домаћинства без икаквих услова                                                       | 143      |
| 179 | Појединачна домаћинства која имају радио                                                         | 31882    |
| 180 | Појединачна домаћинства која имају телевизор                                                     | 37189    |
| 181 | Појединачна домаћинства која имају фрижидер                                                      | 35858    |
| 182 | Појединачна домаћинства која имају машину за веш                                                 | 31345    |
| 183 | Појединачна домаћинства која имају аутомобил или комби                                           | 18060    |
| 184 | Појединачна домаћинства која имају рачунар                                                       | 17301    |
| 185 | Појединачна домаћинства која имају фиксну телефонску линију                                      | 22477    |
| 186 | Појединачна домаћинства која имају мобилни телефон                                               | 32656    |
| 187 | Појединачна домаћинства која имају приступ интернету                                             | 14793    |